# いまさらサーフサイド
「いまさらサーフサイド」は、TUBEの56作目のシングル。2015年4月8日発売。発売元はソニー・ミュージックアソシエイテッドレコーズ。

## 概要
- 前作「いつも、いつまでも」から約3年ぶりとなるシングル。

- 同年6月にデビュー30周年を迎えるTUBEだが、春夏秋冬でシングル4枚、初夏にオリジナルアルバムと内容未発表の“スペシャルアルバム”、盛夏にベストアルバムをリリースすることを発表している。「いまさらサーフサイド」は連続シングルリリース企画の第1弾で、表題曲の作詞を前田亘輝（Vo）、作曲を春畑道哉（G）、編曲を鳥山雄司が担当。昨年、前田と春畑は曲作りのために南の島で合宿を敢行し、ボートで離れ小島へ渡ったり、児童が帰ったあとの小学校でピアノを借りたりといったさまざまな体験を通していくつもの楽曲を作り上げた。

- 今回の連続シングル企画のカップリング曲ではメンバーがそれぞれメインボーカルを担当することが決定。今作は春畑がボーカルを務めた「Blue in Summer」がカップリング曲として収められる。さらに初回限定盤にはDVDが付属し、バンドが昨年行ったライブツアー「TUBE LIVE AROUND 2014 〜Z・O・S・T〜」より7月19日の東京・東京国際フォーラム公演の模様が収録されている。なおCDのみの通常盤には同ライブから前田亘輝の5thシングル「そばにいるよ」の音源が追加収録されている。

## ミュージックビデオ
- 今作品のミュージックビデオには松岡茉優と落合モトキが恋人同士として出演している。

## 収録曲
| 全作詞: 前田亘輝、全作曲: 春畑道哉、全編曲: 鳥山雄司。 |                                         |          |            |      |
| #                                                      | タイトル                                | 作詞     | 作曲・編曲 | 時間 |
| 1.                                                     | 「いまさらサーフサイド」                | 前田亘輝 | 春畑道哉   | 4:38 |
| 2.                                                     | 「Blue In Summer」                      | 前田亘輝 | 春畑道哉   | 4:34 |
| 3.                                                     | 「いまさらサーフサイド（Instrumental)」 | 前田亘輝 | 春畑道哉   | 4:36 |
| 合計時間:                                              | 合計時間:                               | 13:48    |            |      |

| 全作詞: 前田亘輝、全作曲: 春畑道哉。 |                                                                                            |           |            |          |      |
| #                                    | タイトル                                                                                   | 作詞      | 作曲・編曲 | 編曲     | 時間 |
| 1.                                   | 「いまさらサーフサイド」                                                                   | 前田亘輝  | 春畑道哉   | 鳥山雄司 | 4:38 |
| 2.                                   | 「Blue In Summer」                                                                         | 前田亘輝  | 春畑道哉   | 鳥山雄司 | 4:34 |
| 3.                                   | 「そばにいるよ (TUBE LIVE AROUND 2014 〜Z･O･S･T〜＠東京国際フォーラム ホールA 2014.7.19)」 | 前田亘輝  | 春畑道哉   | 春畑道哉 | 5:07 |
| 4.                                   | 「いまさらサーフサイド（Instrumental)」                                                    | 前田亘輝  | 春畑道哉   | 鳥山雄司 | 4:36 |
| 合計時間:                            | 合計時間:                                                                                  | 合計時間: | 18:55      |          |      |

| #  | タイトル              | 作詞     | 作曲     | 編曲     |
| -- | --------------------- | -------- | -------- | -------- |
| 1. | 「Blue Splash」       | 前田亘輝 | 春畑道哉 | TUBE     |
| 2. | 「HA･DA･KAでいこう」  | 亜蘭知子 | 春畑道哉 | 春畑道哉 |
| 3. | 「Keeping The Face」  | 前田亘輝 | 春畑道哉 | 春畑道哉 |
| 4. | 「最後のLove Song」   | 前田亘輝 | 春畑道哉 | TUBE     |
| 5. | 「人類のために乾杯!」 | 前田亘輝 | 松本玲二 | 松本玲二 |

## 収録アルバム
- Your TUBE+My TUBE (#1)
- All Singles TUBEst -White- (#1)

## タイアップ
いまさらサーフサイド
- TBS系テレビ『ひるおび!』4月度エンディングテーマ